# Ramón A. Chaparro
Ramón Arístides Chaparro Echave (Huanoquite, 31 de agosto de 1862 - Cusco, 14 de marzo de 1902) fue un político peruano. 
Nació en la hacienda Molle Molle, distrito de Huanoquite, provincia de Paruro, departamento del Cusco. Su padre fue José Lucas Chaparro, quien había sido diputado constituyente en 1855 y 1867, y Paula Echave. Al igual que su padre, Ramón Arístides fue un ardoroso pierolista y participó en la toma de la ciudad del Cusco en el marco de la Guerra civil peruana de 1884-1885.
Fue elegido diputado por la provincia de Paruro en el congreso reunido en Arequipa en 1883 por el presidente Lizardo Montero luego de la derrota peruana en la guerra con Chile y reelecto en 1886.  Luego de la Guerra Civil, en 1895 fue elegido diputado por la provincia del Cusco  mientras que su padre lo fue por la provincia de Paruro.
Durante su gestión, Chaparro firmó como presidente de la Cámara de Diputados la Ley Electoral promulgada en 1896 a pesar de ser solo el segundo vicepresidente debido a que los miembros titulares de la cámara no querían firmar dicha ley cuyo debate aún no había concluido.
Falleció de hepatitis en el Cusco en 1902 con solo 39 años de edad.